# بوكيمون: ديستني ديوكسيس
بوكيمون: ديستني ديوكسيس، (بالإنجليزية: Pokémon: Destiny Deoxys)‏، (باليابانية: 劇場版ポケットモンスター アドバンスジェネレーション 裂空の訪問者 デオキシス). هو فيلم أنمي ياباني صدر عام 2004 من إخراج كونيهيكو يوياما . إنه الفيلم السابع في سلسلة بوكيمون.
الفيلم من بطولة أصوات ريكا ماتسوموتو ، إيكو أوتاني ، يوجي أويدا ، كاوري ، فوشيجي يامادا ، نوريكو هيداكا ، كويتشي ياماديرا ، سوسومو تشيبا ، كينجي نوجيما وبيكي . وتدور أحداث الفيلم خلال الموسم السابع من أنمي بوكيمون.
تم إصدار الفيلم في 17 يوليو 2004 في اليابان. تم إنتاج النسخة الإنجليزية من الفيلم بواسطة شركة 4Kids Entertainment وتوزيعها بواسطة ميرماكس وتم عرضها لأول مرة على كيدز دبليو بي في 22 يناير 2005.
تم دبلجة هذا الفيلم إلى العربية وتم إصداره على أقراص DVD في عام 2009.

## حبكة
شهاب غامض يتجه نحو الأرض، ويكاد يصطدم بالبوكيمون الأسطوري رايكوازا، حارس السماء الذي يقيم في طبقة الأوزون. الشهاب يضرب منطقة قطبية، كاشفاً عن جسمين على شكل بيضة. بيضة بنفسجية تفقس إلى ديوكسيز، الذي يلتقط بيضة خضراء. يخطئ رايكوازا في تفسير ديوكسيز كعدو، وينزل من طبقة الأوزون لمواجهته. تنشب معركة شرسة، مما يسبب دماراً في موقع بحث قريب.
صبي صغير يدعى توري، الذي يخاف من تدافع سبيل، سيليو، ووالرين. بينما يتبادل ديوكسيز ورايكوازا الضربات القوية، يفاجئ رايكوازا ديوكسيز ويطلق شعاع هايبر، مما يدمر جسد ديوكسيز. تسقط الكريستالة البنفسجية من صدره في البحر، بينما يأخذ الباحثون الكريستالة الخضراء إلى هوين. تحت الأمواج، يتجدد ديوكسيز المصاب وينتظر.
بعد أربع سنوات، يصل آش، ماي، بروك، وماكس إلى مدينة لاروس، حيث تراقب الحراس الآلية الشوارع. يلتقون بتوري، الذي أصبح يخاف من البوكيمون ويعزل نفسه الآن.
بعد أن شفي تمامًا، يسعى ديوكسيز إلى الكريستالة الخضراء التي يجري والد توري ويوكو اختبارها في مختبر.
في برج المعركة، يعتقد آش عن طريق الخطأ أن توري هو مدرب بوكيمون ويتحداه في معركة ضد راف وسيد، مع استخدام توري لتوركوال آش. ومع ذلك، يواجه توري صعوبة في السيطرة عليه، مما يؤدي إلى هزيمتهم. حزينًا، يهرب لكنه يتوقف لإنقاذ مينون محاصر. لاحقًا، يقضي آش وقتًا مع والد توري ويوكو حتى يشير شفق بنفسجي غامض إلى عودة ديوكسيز.
بينما يبدأ ديوكسيز في استخراج سكان المدينة بحثًا عن الكريستالة الخضراء، ينضم آش، بيكاتشو، وتوري إلى القوات لمساعدته في العثور على ما يسعى إليه. تنشأ تعقيدات مع عودة رايكوازا والروبوتات الأمنية المعطلة، مما يدفع ديوكسيز إلى إنشاء حقل قوة يعطل طاقة المدينة. في النهاية، يخترق رايكوازا، مما يعيد إشعال المعركة ويسبب الفوضى. يتم استعادة الكريستالة الخضراء عندما ينشط بيكاتشو، مينون، وبلاسل مولد الطاقة في المختبر. في خضم المعركة، يهاجم ديوكسيز رايكوازا، مستعدًا لإنهائه، لكن ديوكسيز الأخضر المتجدد يصل في الوقت المناسب، متحولًا إلى شكله الدفاعي وينقذ رايكوازا.
بينما تهدد الكتل الروبوتية رايكوازا، يقوم توأم ديوكسيز بإنشاء دروع لحمايته. معترفًا بنواياهم، يرد رايكوازا بشعاعات هايبر ضد الهجوم المتواصل من الروبوتات. يعمل آش وتوري معًا لتعطيل الروبوت الرئيسي، مما يؤدي إلى إيقاف الطائرات المسيّرة المعطلة وتحرير كل من ديوكسيز ورايكوازا. يكاد توري يسقط من الأبراج الروبوتية أثناء محاولته إنقاذ بلاسل ومينون، لكن يتم إنقاذه بواسطة ديوكسيز الأخضر. عندما يدرك أن ديوكسيز ليسوا أعداء، يغادر رايكوازا بسلام، بينما ينشئ ديوكسيز اثنان الشفق الأخضر والبنفسجي في السماء كوداع. يتأمل آش أنه بغض النظر عن أين يذهبون، سيكون لديهم دائمًا بعضهم البعض.
بعد أن تغلب على خوفه من البوكيمون، يوافق توري ويودع آش وأصدقائه في محطة القطار، مع بلاسل ومينون على كتفيه. يستمر آش ورفاقه في رحلتهم عبر منطقة هوين.

## إنتاج
قام المخرج كونيهيكو يوياما بزيارة مدينة فانكوفر ، كولومبيا البريطانية ، كندا. للحصول على أفكار حول مكان تصوير الفيلم. تم إنشاء "لغة ديوكسيس" باستخدام حوار تم تسجيله باللغة اليابانية ثم تمت تصفيته ليبدو غريبًا.

## روابط خارجية
بوكيمون: ديستني ديوكسيس على موقع IMDb (الإنجليزية)
- بوكيمون: ديستني ديوكسيس على موقع روتن توميتوز (الإنجليزية)
- بوكيمون: ديستني ديوكسيس على موقع نتفليكس (الإنجليزية)
- بوكيمون: ديستني ديوكسيس على موقع أول موفي (الإنجليزية)
- بوكيمون: ديستني ديوكسيس على موقع فيلمافينيتي (الإسبانية)
- بوكيمون: ديستني ديوكسيس على موقع قاعدة بيانات الفيلم (الإنجليزية)
- بوكيمون: ديستني ديوكسيس على موقع ليتربوكسد (الإنجليزية)
- بوكيمون: ديستني ديوكسيس على موقع كينوبويسك (الروسية)
- بوكيمون: ديستني ديوكسيس على موقع ANN anime (الإنجليزية)